# El tresor de Curly
El tresor de Curly (títol original: City Slickers II: The Legend of Curly's Gold) és una pel·lícula estatunidenca dirigida per Paul Weiland, estrenada l'any 1994. Es tracta de la continuació de Cowboys de ciutat estrenada tres anys abans. Ha estat doblada al català.

## Argument
Des de fa poc temps, Mitch no deixa de tenir visions de Curly. Un vespre, descobreix, en el plec del barret del seu difunt custodi, un mapa del tresor datat de començaments del segle passat. Excitat amb la idea de trobar una fortuna, embolica el seu millor amic també turmentat així com el paràsit del seu germà per boges aventures a través de les planes àrides del desert de Mojave.

## Repartiment
- Billy Crystal: Mitch Robbins
- Daniel Stern: Phil Berquist
- Jon Lovitz: Glen Robbins
- Jack Palance: Duke Washburn
- Patricia Wettig: Barbara Robbins
- Pruitt Taylor Vince: Bud
- Bill McKinney: Matt
- Bob Balaban: Dr. Jeffrey Sanborn (no surt als crèdits)
- Beth Grant: Lois
- Noble Willingham: Clay Stone
- Josh Mostel: Barry Shalowitz
- David Paymer: Ira Shalowitz
- Lindsay Crystal: Holly Robbins

## Al voltant de la pel·lícula
- En aquest segon lliurament, Bruno Kirby ha deixat el seu lloc a Jon Lovitz per completar el trio.
- Premis 1994: Nominada als Premis Razzie: Pitjor remake o seqüela